# Black Lake (Ontario)
Black lake is een meer in Haliburton County, Ontario, Canada. Het meer is ongeveer 2 km lang en 1 km breed op het breedste punt. Midden in het meer ligt een eiland Casimir Island (particulier bezit). Er liggen circa 100 cottages aan het meer.